# Surintendant des fortifications
Surintendant des fortifications est une charge de la couronne de France créée en 1543 puis supprimée en 1762.
Le surintendant des fortifications avait sous ses ordres dans les provinces frontières un ingénieur du roi, secondé par des commis, dont le plus souvent le « conducteur des desseins ».
Pendant longtemps cette charge a été liée à celle de Grand maître de l'artillerie de France.

## Liste chronologique des Surintendants des fortifications
- M. Deserré
- 1602 : Maximilien de Béthune, duc de Sully
- 1610 : Maximilien II de Béthune
- Desmarets de Saint-Sorlin
- François Sublet des Noyers

## Sources
- Aide-mémoire portatif à l'usage des officiers du génie de Joseph Laisné (1840)